# Utensilnord Ora24.eu/Saison 2013
Dieser Artikel listet Erfolge und Fahrer des Radsportteams Utensilnord Ora24.eu in der Saison 2013 auf.

## Erfolge in der UCI Europe Tour
| Datum    | Rennen                                            | Kat. | Fahrer             |
| -------- | ------------------------------------------------- | ---- | ------------------ |
| 20. Juni | Ungarische Meisterschaft – Einzelzeitfahren (U23) | CN   | Ábel Kenyeres      |
| 22. Juni | Ungarische Meisterschaft – Straßenrennen          | CN   | Krisztián Lovassy  |
| 22. Juni | Ungarische Meisterschaft – Straßenrennen (U23)    | CN   | Péter Simon        |
| 7. Juli  | Giro del Medio Brenta                             | 1.2  | Federico Rocchetti |
| 21. Juli | Budapest Grand Prix                               | 1.2  | Krisztián Lovassy  |

## Zugänge – Abgänge
| Zugänge                             | Team 2012                 | Abgänge                        | Team 2013                   |
| ----------------------------------- | ------------------------- | ------------------------------ | --------------------------- |
| Simone Masciarelli                  | Acqua & Sapone            | Adrian Kuriek                  | CCC Polsat Polkowice        |
| Omar Lombardi                       | Colnago-CSF Inox          | Filippo Baggio                 | Ceramica Flaminia-Fondriest |
| Péter Kusztor                       | Atlas Personal-Jakroo     | Matteo Fedi                    | Ceramica Flaminia-Fondriest |
| Péter Palotai                       | Tirol Cycling Team        | Davide Mucelli                 | Ceramica Flaminia-Fondriest |
| Krisztián Lovassy                   | Tusnad Cycling Team       | Oleg Berdos                    | Tusnad Cycling Team         |
| Rida Cador                          | Ora Hotels Carrera (2011) | Edoardo Girardi                | Karriereende                |
| Péter Simon                         | Ora Hotels Carrera (2011) | Patxi Vila                     | Karriereende                |
| Zsolt Dér                           | Partizan Srbija (2010)    | Paolo Bailetti                 | Unbekannt                   |
| Botond Holló                        | Neoprofi                  | Stiven Fanelli                 | Unbekannt                   |
| Alessandro Mazzi                    | Neoprofi                  | Sergio Laganà                  | Unbekannt                   |
| Mate Radonics                       | Neoprofi                  | Gianluca Maggiore              | Unbekannt                   |
| Marco Zamparella                    | Neoprofi                  | Fabio Piscopiello              | Unbekannt                   |
| Andrea Masciarelli (ab 22. April)   | Acqua & Sapone            | Mate Radonics (bis 31. Mai)    | Unbekannt                   |
| Szilárd Buruczki (ab 1. Juni)       | Katay Cycling Team (2008) | Omar Lombardi (bis 29. August) | Unbekannt                   |
| Ábel Kenyeres (ab 1. Juni)          | Neoprofi                  | Marco Zanotti (bis 29. August) | Unbekannt                   |
| Daniele Scampamorte (ab 29. August) | Acqua & Sapone            |                                |                             |

## Mannschaft
| Name                | Geburtstag        | Nationalität |
| ------------------- | ----------------- | ------------ |
| Gabriele Bosisio    | 6. August 1980    | Italien      |
| Szilárd Buruczki    | 13. Januar 1979   | Ungarn       |
| Rida Cador          | 25. März 1981     | Ungarn       |
| Zsolt Dér           | 25. März 1983     | Ungarn       |
| Botond Holló        | 17. April 1992    | Ungarn       |
| Ábel Kenyeres       | 14. Februar 1994  | Ungarn       |
| Péter Kusztor       | 27. Dezember 1984 | Ungarn       |
| Krisztián Lovassy   | 23. Juni 1988     | Ungarn       |
| Andrea Masciarelli  | 2. September 1982 | Italien      |
| Simone Masciarelli  | 2. Januar 1980    | Italien      |
| Alessandro Mazzi    | 16. November 1987 | Italien      |
| Péter Palotai       | 4. Februar 1992   | Ungarn       |
| Federico Rocchetti  | 14. Januar 1986   | Italien      |
| Daniele Scampamorte | 15. Juli 1986     | Italien      |
| Péter Simon         | 14. Oktober 1991  | Ungarn       |
| Gianfranco Visconti | 18. Februar 1983  | Italien      |
| Marco Zamparella    | 1. Oktober 1987   | Italien      |